# 斯坦嫩峰
72°16′S 3°26′W / 72.267°S 3.433°W
斯坦嫩峰（挪威語：Stamnen）是南極洲的山峰，位於毛德皇后地的瑪塔公主海岸，處於巴博德斯蘭滕嶺以北1.9公里，屬於阿爾曼山脊的一部分，挪威製圖師根據探險隊的測量和空中照片繪入地圖，現時由南極條約體系管理。